# 講談社X文庫ホワイトハート
講談社X文庫ホワイトハート（こうだんしゃエックスぶんこホワイトハート）は、講談社が1991年に創刊したライトノベル系文庫レーベル。

## 概要
当初は1984年に創刊した講談社X文庫のサブレーベルで、姉妹レーベルのティーンズハート（2006年3月休刊）よりも高い年齢層を対象（高校生から20歳前後の若い女性）にした作品が多い。
一般的な少女小説作品の他に、ボーイズラブ系作品、ティーンズラブ系作品、ミステリー系作品が主に刊行されており、代表的な作品に『十二国記』（小野不由美）がある。なお、ボーイズラブ小説については1993年1月、ティーンズラブ小説に関しては2012年11月、ミステリー小説に関しては2013年6月の新刊からラインナップに加わっている。
ホワイトハートは、「ボーイズラブ小説」・「ティーンズラブ小説」および「その他」を区別する工夫をしている。背表紙が白で、そこについている "White Heart" の囲みが青緑ならば一般的な少女小説、紫ならばボーイズラブである。ただし、ホワイトハート初期にみられた異性間の恋愛ものも紫の囲みに分類されている。一方、女性向けティーンズラブ小説に関しては、背表紙がピンクで、"White Heart"の囲みが白となっている。同じようにミステリー小説に関しては、背表紙が水色で、"White Heart"の囲みが白となっている。なお、同一のシリーズでも囲みが紫だったり青緑だったりする場合があるし、少女小説作品でも2008年12月刊より「ホワイトハート新人賞」の受賞作家のみ（すでに発売されていた『電脳幽戯』（真名月由美）の第1巻を除き）オレンジ色の囲みも一時期存在した。
初期からしばらくの間はファンタジー部門においては五巻ないし十巻での完結という作品群が多く（決して全てではなく、十二国記のように主として二巻ごとになっているシリーズや、全七巻といったシリーズもあった）、一巻ごとの各エピソードに加え全体としては起承転パート１転パート２結、となっているものや一巻目から明らかに続き物としてのエンディングを迎えている作品があったが、後に編集体制が変わったことにより無数の作品がシリーズ途中で打ち切られるという結果に到った。『ＦＷ（フィールドワーカー）』（鷹野祐希）は一巻目のみの刊行（二巻目は編集部に原稿を提出するも刊行に到らなかった）だったためさほど打ち切り感はないが、『東都幻沫録』（高瀬美恵）は二巻目での打ち切りであり明らかに物語全体としては完結していない。以降もファンタジー部門においてデビューした新人の作品においては、シリーズとして続く要素を含みつつも一巻目のみの刊行となるもの、二巻目でやや作品背景が出てきたにもかかわらず以降の刊行がないもの、が続出し、読者側から見た場合のレーベルとしての不安定さを産む他、こと新人の作品に対する購買意欲を削ぐ結果となっている。
1993年よりX文庫新人賞（旧・ホワイトハート大賞、2004年に改名）を開催。
2008年より『僕はここにいる』（飯田雪子）などでイラストを省いた一般文芸に近い装丁の作品を刊行するという試みが行われたこともある。
2015年に京極夏彦の『百鬼夜行シリーズ』を下敷きにした『薔薇十字叢書』というシェアード・ワールド作品がホワイトハートを含む様々な文庫で刊行されている。
以前から電子書籍も扱っていたが、2021年12月初週の刊行分からは電子のみ刊行が増え、既存のシリーズ作品の続編や『白銀の王と黒き御子』以外の紙書籍は途絶えている。

## 主な作品
フォーマット
- シリーズタイトル（著者,原作者,編集者など/イラスト,デザインなど）

以下に作品を追加するときには、作品を五十音順に並べ、著者名等の他、シリーズものは完結済みのものは全○巻と出来る限り明記してください。また、新たに記事を作るときはリンクをつけてください。

### 青緑系

#### あ行（青緑）
- アイドルになんかなりたくない!シリーズ（森山侑紀/ 蜂不二子）（全2巻）
- アイラシリーズ（吉田珠姫/すがはら竜）（全3巻）
- 足のない獅子シリーズ（駒崎優/岩崎美奈子）（全10巻）（第二部として「黄金の拍車」へ続く）
- 姉崎探偵事務所シリーズ（新田一実/笠井あゆみ）(全18巻)
- アレクサンドロス伝奇シリーズ（榛名しおり/池上沙京）（全7巻）
- 斎姫異聞シリーズ（宮乃崎桜子/浅見侑）（全15巻）
- 斎姫繚乱シリーズ（宮乃崎桜子/浅見侑）（全13巻）
- うたかた 斎姫異聞外伝（宮乃崎桜子/浅見侑）
- ウナ・ヴォルタ物語シリーズ（森崎朝香/由貴海里）（全4巻）
- 英国妖異譚シリーズ（篠原美季/かわい千草）(全20巻)（第二部として「欧州妖異譚シリーズ」へ続く。また、セント・ラファエロ時代の「セント・ラファエロ妖異譚シリーズ」も刊行されている）
- 黄金の拍車シリーズ（駒崎優/岩崎美奈子）（全6巻）
- 欧州妖異譚シリーズ（篠原美季/かわい千草）（既刊24巻）
- 王女ベリータ（榛名しおり/池上沙京）（上下巻）
- 王女リーズ　テューダー朝の青い瞳（榛名しおり/池上沙京）
- 逢魔刻捜査―ゼロ課FILE―シリーズ（岡野麻里安/高星麻子）（全4巻）
- オートクチュール・ガール（中川ともみ/由貴海里）
- 大柳国華伝シリーズ（芝原歌織/尚月地）（全6巻）
- 奥様は貴腐人 旦那様はボイスマイスター（森美紗乃/ひだかなみ）

#### か行（青緑）
- 鍵の猫 Niki’s tales（西門佳里/モーリー あざみ野）
- 学園K -Wonderful School Days-シリーズ（原作：GoRA・オトメイト/御園るしあ/紫真依）（全2巻）
- 鬼籍通覧シリーズ（椹野道流/山田ユギ）（全5巻、講談社ノベルスにて続刊あり）
- 奇談シリーズ（椹野道流/あかま日砂紀）（全27巻）
- 鬼の風水シリーズ（岡野麻里安/金ひかる）（全8巻） （「夏の章」「秋の章」「外伝」へ続く。以降イラストは穂波ゆきね）
- 今日からアニメなお仕事!（安堂ねい/渡辺 はじめ）
- 銀の共鳴シリーズ（岡野麻里安/碧也ぴんく）（全6巻）
- 幻獣降臨譚シリーズ（本宮ことは/池上紗京）（全20巻）
- 恋語り（青目京子/樹要）（全3巻）
- 降魔美少年シリーズ（岡野麻里安/藤崎一也）（全5巻）
- 公爵夫妻シリーズ（芝原歌織/明咲トウル）（全3巻）
- ゴースト・ハント 悪夢の棲む家（小野不由美/小林瑞代）（上下巻）

#### さ行（青緑）
- 式霊の杜シリーズ（いちだかづき/天領セナ）（全2巻）
- 時空界の聖戦士シリーズ（流星香/片山愁）（全6巻）
- 十二国記シリーズ（小野不由美/山田章博）（全11巻、新潮文庫にて続刊あり）
- 少年花嫁シリーズ（岡野麻里安/穂波ゆきね）（全10巻）
- 真ハラーマ戦記シリーズ（ひかわ玲子/由羅カイリ）（全3巻）
- 新・霊感探偵倶楽部シリーズ（新田一実/笠井あゆみ）（全12巻）（「真・霊感探偵倶楽部」へ続く）
- 真・霊感探偵倶楽部シリーズ（新田一実/笠井あゆみ）（全12巻)　（「姉崎探偵事務所」へ続く)
- 過ぎる十七の春（小野不由美/波津彬子）
- 石像はささやく（小沢淳/中川勝海）
- 雪燃花（長谷川朋呼/道下有希子）
- セレーネ・セイレーン（とみなが貴和/楠本祐子）
- セント・ラファエロ妖異譚シリーズ（篠原美季/かわい千草）（全3巻）
- 千年王国の盗賊王子シリーズ（氷川一歩/硝音あや）（既刊2巻）
- 全裸男と柴犬男シリーズ（香月日輪/わたなべあじあ）（全2巻）

#### た行（青緑）
- 蛇々哩姫（萩原麻里/増田恵）（全2巻）
- ダ・ヴィンチと僕の時間旅行シリーズ（花夜光/松本テマリ）（既刊2巻）
- デーモン・キラーシリーズ（尾崎朱鷺緒/なるしまゆり）（全3巻）
- 天下四国シリーズ（中村ふみ/六七質）（全4巻）
- 電脳のイヴ（町井登志夫/鯱子）

#### な行（青緑）
- にゃんこ亭のレシピシリーズ（椹野道流/山田ユギ）（全4巻）

#### は行（青緑）
- ハートの国のアリスシリーズ（原作：QuinRose/魚住ユキコ・市川しんす）（全15巻、※他に派生シリーズとして「クローバーの国のアリス」「ダイヤの国のアリス」「ジョーカーの国のアリス」も刊行されているので合算）
- 花嫁シリーズ（森崎朝香/由羅カイリ・明咲トウル）（全12巻）
- 薔薇の乙女シリーズ（花夜光/梨とりこ）（全6巻）
- プラパ・ゼータシリーズ（流星香/片山愁）（全6巻）
- プラパ・ゼータ外伝 精龍王シリーズ（流星香/片山愁）（全6巻）
- プラパ・ゼータ外伝 金色の魔道公子シリーズ（流星香/片山愁）（全6巻）
- Homicide Collectionシリーズ（篠原美季/加藤知子）（全5巻）
- ホンコン・シティ・キャットシリーズ（星野ケイ/夏賀久美子）（全5巻）
- 香港超常現象捜査官シリーズ（星野ケイ/安永圭）（全5巻）

#### ま行（青緑）
- マージナルプリンス（原作：森本繭斗/甲斐智久・柏屋コッコ）（全2巻）
- 禍つ姫の系譜シリーズ（高瀬美恵/祐天寺あこ）（全5巻）
- 緑の我が家 Home,Green Home（小野不由美/山内直実）
- 魍魎の都シリーズ（本宮ことは/眠民）（全2巻）

#### や行（青緑）
- 闇の降りる庭（駒崎優/ほたか乱）
- 幽冥食堂「あおやぎ亭」の交遊録シリーズ（篠原美季/あき）（既刊2巻）
- 夢守りの姫巫女シリーズ（後藤リウ/かわく）（全3巻）
- ヨコハマ居留地五十八番地シリーズ（篠原美季/土屋ちさ美）（全3巻）（第1巻旧版は土屋ちさ美の絵はなく、カバー絵に横浜野毛伊勢山従海岸鉄道蒸気車図があるのみ）

#### ら行（青緑）
- 隣界ハンターシリーズ（飛沢磨利子/四位広猫）（全6巻）
- 流刑天人 かぐや姫綺譚（瀬戸香織里/朔野安子）
- 霊感探偵倶楽部シリーズ（新田一実/岩崎陽子・笠井あゆみ）（全12巻）（「新・霊感探偵倶楽部」へ続く）
- 霊鬼綺談シリーズ（小早川恵美/四位広猫）（全6巻）
- レディ・ジュエル物語シリーズ（入皐/池上紗京）（全3巻）

### 紫系

#### あ行（紫）
- 悪魔はそれをガマンできない（水戸泉/香林セージ）
- アポロンの束縛（有馬さつき/斐火サキア）
- ヴァルハラ（仙道はるか/沢路きえ）
- N大付属病院シリーズ（月夜の珈琲館/邦久十也）（全18巻）
- 終わらない週末シリーズ（有馬さつき/藤崎理子）（全22巻）

#### か行（紫）
- 霞が関で昼食をシリーズ（ふゆの仁子/おおやかずみ）（既刊4巻）
- 葛城パートナーズシリーズ（水島忍/すがはら竜）（全3巻）
- 硝子の街にてシリーズ（柏枝真郷/茶屋町勝呂）（全22巻）
- キスシリーズ（和泉桂/あじみね朔生）（全11巻）
- 銀河鉄道通信（仙道はるか/沢路きえ）
- 金曜紳士倶楽部シリーズ（遠野春日/高橋悠）（全6巻）
- 恋する救命救急医シリーズ（春原いずみ/緒田涼歌）（全13巻）
- 高雅にして感傷的なワルツシリーズ（仙道はるか/沢路きえ）
- 琥珀色の迷宮（仙道はるか/沢路きえ）

#### さ行（紫）
- 邪道（川原つばさ/沖麻実也）（全10巻）
- 私立佳敦学院物語シリーズ（牧口杏/Prin）（全4巻）
- 聖月ノ宮学園秘話（空野さかな/星崎龍）

#### た行（紫）
- 転校生（新堂奈槻/麻々原絵里依）
- 帝都万華鏡シリーズ（鳩かなこ/今市子）（全5巻）

#### な行（紫）
- 眠る探偵シリーズ（榎田尤利/石原理）（全4巻）

#### は行（紫）
- 背徳のオイディプス（仙道はるか/沢路きえ）
- 薔薇王院可憐のサロン事件簿シリーズ（高岡ミズミ/アキハルノビタ）
- VIPシリーズ（高岡ミズミ/佐々成美）（全10巻）（セカンドシーズンに続く。以降イラストは沖麻実也）
- VIP 番外編 桎梏（高岡ミズミ/沖麻実也）
- VIP セカンドシーズン シリーズ（高岡ミズミ/沖麻実也）（既刊1巻）
- フェロモン探偵シリーズ（丸木文華/相葉キョウコ）（既刊5巻）
- ブライト・プリズンシリーズ（犬飼のの/彩）（既刊8巻）
- ブロア物語 黄金の海の守護天使（榛名しおり/池上沙京）
- 僕らはオーパーツの夢を見る（仙道はるか/沢路きえ）
- ホーリー・アップルシリーズ （柏枝真郷/槇えびし）（全3巻）

#### ま行（紫）
- 本気で欲しけりゃモノにしろ!シリーズ（深沢梨絵/真木しょうこ）（全6巻）
- 摩天楼に吠えろ！シリーズ（仙道はるか/一馬友巳）（全4巻）
- マリア ブランデンブルクの真珠（榛名しおり/池上明子）
- 迷彩迷夢（柏枝真郷/ひろき真冬）

#### や行（紫）
- 夢におかえりなさい（新堂奈槻/麻々原絵里依）

#### ら行（紫）
- 龍&Dr.シリーズ(樹生かなめ/奈良千春)
- 恋愛処方箋シリーズ（檜原まり子/桜遼）（全8巻）
- ロマンスの震源地（新堂奈槻/麻々原絵里依）（全3巻）
- ライバルシリーズ（柏枝真郷/古街キッカ）（全3巻）

### オレンジ系

#### あ行（オレンジ）
- アリス イン サスペンス（桃華舞/カズアキ）

#### か行（オレンジ）
- カンダタ（ぽぺち/Laruha）（全3巻）

#### さ行（オレンジ）
- さながら駆けし破軍の如く（天野ゆいな/椋本夏夜）
- シュアンと二人の騎士（黒猫ありす/りょくちゃ）

#### た行（オレンジ）
- 電脳幽戯シリーズ（真名月由美/宮川由地）（全3巻）（ただし第1巻のみWHの囲みが青緑）

#### は行（オレンジ）
- 白銀の民（琉架/田村美咲）（全2巻）
- ハプスブルクは婚礼の鐘をならす（桜木はな/秋咲りお）
- ふしぎの家のアルバイト（石和仙衣/弥南せいら）

### ピンク系

#### あ行（ピンク）
- 愛と追憶のマリアージュ（麻生ミカリ/サマミヤアカザ）
- 愛夜一夜 捧げられたウェディング（麻生ミカリ/天野ちぎり）
- アラビアン・ウェディング 〜王子の寵愛レッスン〜（矢城米花/Ciel）
- 一角獣の偏愛 偽りの恋に捧げる純潔（深水かずは/花岡美莉）
- 偽りの花嫁 〜大富豪の蜜愛〜（水島忍/ウエハラ蜂）
- うさみみ姫と狼王子 恋のベリーはあまいくちどけ（七福さゆり/市丸慧）
- エロティック・ムーンに盗まれて（峰桐皇/岩下慶子）
- 王子様の甘い束縛 プライベート・シンデレラ（立花実咲/もぎたて林檎）
- オジサマ侯爵と秘めた恋 ウェディング・イヴ（里崎雅/龍本みお）

#### か行（ピンク）
- 神の褥に咲く緋愛（北條三日月/鳩屋ユカリ）
- 華姫は二度愛される（北條三日月/KRN）
- 禁断の後宮 〜鳥籠の姫〜（岡野麻里安/DUO BRAND.）
- 強引な恋の虜 魔女は騎士に騙される（火崎勇/幸村佳苗）
- 黒衣の竜王子と光の王女（水島忍/周防佑未）

#### さ行（ピンク）
- 四海竜王シリーズ（北条三日月/KRN）（全2巻）
- 灼熱王と薔薇の花姫（池戸裕子/上條ロロ）
- 女王は花婿を買う（火崎勇/白崎小夜）
- 双蝶の契り 〜後宮の姫、龍を画す〜（岡野麻里安/DUO BRAND.）（派生作として「禁断の後宮 〜鳥籠の姫〜」が世界観を共有）

#### は行（ピンク）
- 伯爵は不機嫌な守護者（水島忍/周防佑未）
- 花嫁は愛に揺れる（火崎勇/池上紗京）
- 秘密を抱く花嫁 真実の愛に溺れて（火崎勇/アオイ冬子）

#### ま行（ピンク）
- 身代わりウェディング（里崎雅/香坂ゆう）
- 身代わりフィアンセの二重生活 〜昼も夜も愛されて〜（ゆりの菜櫻/アオイ冬子）

#### や行（ピンク）
- 誘惑された花嫁候補（火崎勇/成瀬山吹）

### 水色系

#### か行（水色）
- 華族探偵と書生助手シリーズ（野々宮ちさ/THORES柴本）（全4巻）

#### さ行（水色）
- 事故物件幽怪班 森羅殿へようこそ（伏見咲希/音中さわき）

#### は行（水色）
- 薔薇十字叢書 石榴は見た 古書肆京極堂内聞（原作：京極夏彦/三津留ゆう/カズキヨネ）
- 薔薇十字叢書 ジュリエット・ゲェム（原作：京極夏彦/佐々原史緒/すがはら竜）
- 薔薇十字叢書 ようかい菓子舗京極堂（原作：京極夏彦/葵居ゆゆ/双葉はづき）

#### や行（水色）
- 幽霊探偵 久良知漱シリーズ（アイダサキ/ワカマツカオリ）（全3巻）